# Pharacocerus ephippiatus
Pharacocerus ephippiatus là một loài nhện trong họ Salticidae.
Loài này thuộc chi Pharacocerus. Pharacocerus ephippiatus được Tord Tamerlan Teodor Thorell miêu tả năm 1899.